# Keizer (Oregon)
Keizer – miasto w Stanach Zjednoczonych, w stanie Oregon, w hrabstwie Marion.